# Raffaele Fitto
Rafael Fitto (Maglie, Italia, 28 de agosto de 1969) es un político italiano que se ha desempeñado como Ministro de Asuntos Europeos y Ministro de Políticas del Sur y de Cohesión en el gobierno de Giorgia Meloni desde 2022. Desde diciembre de 2024, ejerce como Vicepresidente de la Comisión Europea.
Miembro de Hermanos de Italia, anteriormente fue Presidente de Apulia de 2000 a 2005 y Ministro de Asuntos Regionales y Cohesión Territorial de 2008 a 2011 en el cuarto gobierno del Primer Ministro Silvio Berlusconi.

## Carrera
Nacido en Maglie, Apulia, Fitto comenzó su carrera política durante la década de 1990 en la Democracia Cristiana, el partido gobernante de la Italia de la posguerra. Cuando se disolvió la DC y con el nacimiento de la Segunda República Italiana, se unió a los partidos políticos sucesores de la DC y a los partidos democristianos, como el Partido Popular Italiano, la Democracia Cristiana Unida y la Demócrata Cristiana por la Libertad.
En 1999 fue elegido diputado al Parlamento Europeo en la lista electoral de Forza Italia, de la que fue miembro entre 2001 y 2009, cuando se unió a El Pueblo de la Libertad (PdL), el nuevo partido de Silvio Berlusconi. El 17 de mayo de 2015, Fitto abandonó el nuevo partido Forza Italia, al que se había unido cuando se refundó en 2013, y el Grupo del Partido Popular Europeo para unirse a los Conservadores y Reformistas Europeos. De 2015 a 2017, Fitto fue miembro del Partido Conservador y Reformista. En 2017 se unió a Dirección Italia, que abandonó en 2019 para unirse al partido Hermanos de Italia liderado por Giorgia Meloni. En 2022 fue nombrado miembro del Gobierno de Giorgia Meloni. Fue reemplazado en el Parlamento Europeo por Denis Nesci.

## Ensayos
En 2006, Fitto fue investigado por el fiscal de Bari en relación con una donación de 500.000 euros a su partido regional La Puglia Prima di Tutto por parte de Tosinvest, una empresa propiedad de Antonio Angelucci, antes de las elecciones regionales de Apulia de 2005.
Según la Fiscalía, esta cantidad sería sospechosa de ser un soborno para asegurar a la región de Apulia la gestión de once residencias de ancianos. La solicitud de arresto de Fitto, que entretanto se había convertido en miembro del Parlamento de la República Italiana, fue rechazada por la Cámara de Diputados. En diciembre de 2009, fue declarado culpable de abuso de poder, corrupción y financiación ilegal de partidos políticos; Fitto fue absuelto de otros cargos en junio de 2012.
En febrero de 2013, Fitto fue condenado por el Tribunal de primera instancia a cuatro años de prisión y cinco años de inhabilitación para ejercer cargos públicos; la pena fue conmutada a 1 año. En septiembre de 2015, Fitto fue absuelto de todos los cargos por el Tribunal de Segunda Instancia. En junio de 2017, fue absuelto de todos los cargos por el Tribunal Supremo de Casación.

### Quiebra de cedis
En febrero de 2009, Fitto fue acusado de conspirar, durante su etapa como presidente de Apulia (2000-2005), para vender en corto la empresa comercial Cedis, en ese momento (2004-2006) en administración. Los cargos se presentaron en abril de 2009. En marzo de 2017, Fitto fue absuelto de todos los cargos por el Tribunal de segunda instancia.